# Vescomtat de Labarta
El vescomtat de Labarta (en francès La Barthe o Labarthe) fou una jurisdicció feudal al comtat d'Aure o Aura, amb la Vall de La Neste i la baronia de Bramavaca.
Faquilena, senyora de Larboust i Oueil, vídua del comte de Bigorra Ramon I Donat (945-956) va heretar vers el 960 el comtat d'Aure. Es va casar en segones noces amb Oriol, germà de Ramon I Donat i van repartir l'herència entre els fills, i Garcia I fou comte d'Aura amb sa germà Guillem I associat; el fill Donat I va ser vescomte de Labarta on el va succeir el seu fill Guillem I que va morir el 1025 sense fills i va acabar succeint-lo Mansió, germà de Donat. A la mort d'aquest no gaire després del 1025, el seu fill Oriol II (mort vers el 1065) fou vescomte de Labarta i després el seu fill Sanç I (mort el 1083), el fill d'aquest, Auger (mort el 1130), el fill d'aquest, Espan (mort el 1140), i el fill d'aquest Odó (mort després del 1140). El fil d'Odó, Sanç II, va morir vers el 1185 i el va succeir el seu germà Arnau Guillem I (mort el 1192) i a aquest el seu fill Sanç III (mort el 1236), el fill del qual Arnau Guillem II fou vescomte de Labarta, d'Aure i de Manhoac pel seu enllaç amb la vescomtessa (de nom desconegut), i que en morir només va deixar dues filles: Verònica que fou vescomtessa de Labarta, Aure i Manhoac, casada amb Arnau Bernat de Fesenzaguet (mort el 1272) i la seva germana Brunissenda, que la va heretar, i estava casada amb Bertran de Fumèl, casa a la qual van anar a parar els tres vescomtats.

## Llista de vescomtes de Labarta
- Oriol I de Bigorra ius uxoris del comtat d'Aure o Aura 960-977
- Dató I 977-990
- Guillem I 990-1025
- Mansió 1025-?
- Oriol II ?-1065
- Sanç I 1065-1083
- Auger 1083-1130
- Espan 1130-1140
- Odó 1140-?
- Sanç II ?-1185
- Arnau Guillem I 1185-1192
- Sanç III 1192-1236
- Arnau Guillem II 1236-1259 (vescomte d'Aure i Manhoac)
- Verònica 1253-1263
- Arnau Bernat de Fesenzaguet 1252-1263
- Brunissenda 1263
- Bertran de Fumèl 1263
- Als Fumèl 1263